# Лукін Артур Львович
Артур Львович Лукі́н (нар. 5 березня 1931, Москва — пом. 20 березня 2008, Донецьк) — український архітектор.

## Біографія
Народився 5 березня 1931 року в місті Москві (нині Росія). 1955 року закінчив Київський інженерно-будівельний інститут.
З 1961 року працював у інституті «Донбасцивільпроєкті» в Донецьку. Член КПРС з 1964 року. З 1988 року працював в інституті «Донецькпроєкті». Помер у Донецьку 20 березня 2008 року.

## Роботи
Серед реалізованих проєктів
- будинок відпочинку Новокраматорського машинобудівного заводу у місті Святогірську (1966);
- генеральний план і забудова міста Сьєнфуегоса на Кубі (1972);
- кафе «Донецьк» у Києві (1984);
- пансіонат «Сонячний камінь» у селі Морському Судацкої міськради Криму (1993);
- архітектурна частина пам'ятника Сергію Прокоф'єву у селі Сонцівці Донецької області;
- архітектурні частини пам'ятників Володимиру Леніну в містах Іловайську, Добропіллї, Макіївці;
- архітектурна частина погруддя космонавта Леоніда Кизима у місті Лимані Донецької області;

у Донецьку
- комплекс житлових і громадських будинків (1970);
- будівля Донецької обласної державної адміністрації (1979—1983);
- готель «Люкс» (1985);
- інженерно-лабораторний корпус «Донгіпрооргшахтобуду» (1989);
- Інститут прикладної математики НАНУ (1990);
- квартал 138—139 на проспекті Ілліча (1990-ті);
- мечеть «Зірка пророка» (1990-ті);
- греко-католицька церква в Куйбишевському районі (1990-ті);
- офіс фірми «Київська Русь–20 століття» (1990-ті);
- реконструкція вулиці Артема (1998—2003);
- архітектурна частина пам'ятника Володимиру Дегтярьову (2001).

## Відзнаки
- Заслужений архітектор УРСР з 1981 року;
- Народний архітектор УРСР з 1986 року;
- Державна премія України в галузі архітектури за 2003 рік (за комплексну реконструкцію вулиці Артема в місті Донецьку)[1].